# Bret Halsey
Bret Halsey (Sterling, 1º giugno 2000) è un calciatore statunitense, difensore svincolato.

## Caratteristiche tecniche
Di ruolo terzino destro, può giocare anche più avanzato sulla linea dei centrocampisti.

## Carriera
Halsey ha iniziato a giocare a calcio nel Loudoun Soccer, per poi iscriversi nel 2018 all'Università della Virginia dove ha giocato con il club locale dei Virginia Cavaliers. Nel 2019 ha giocato tre incontri in NPSL con il Northern Virginia United.
Nel 2020 ha lasciato in collège in anticipo ed ha firmato un contratto con Generation Adidas, garentendosi un posto nell'MLS SuperDraft del 2021. Il 21 gennaio è stato selezionato dal Real Salt Lake che lo ha assegnato alla propria seconda squadra, i Real Monarchs. Ha debuttato il 9 luglio seguente nell'incontro di USL Championship perso 3-1 contro l'El Paso Locomotive. Il 9 agosto 2022 è passato in prestito al Colorado Springs Switchbacks per il resto della stagione.
Il 26 ottobre 2022 ha ricevuto la comunicazione che il suo contratto in scadenza non sarebbe stato rinnovato, ed il 16 novembre seguente ha firmato un contratto con il FC Cincinnati 2. Il 24 marzo 2023 ha ricevuto la prima convocazione con la prima squadra ed il 22 giugno ha esordito in MLS nell'incontro vinto 3-0 contro il Toronto FC. Il 1º luglio seguente è stato definitivamente promosso in prima squadra.

## Statistiche

### Presenze e reti nei club
Statistiche aggiornate al 5 luglio 2024.
| Stagione        | Squadra                      | Campionato      | Campionato | Campionato | Coppe nazionali | Coppe nazionali | Coppe nazionali | Coppe continentali | Coppe continentali | Coppe continentali | Altre coppe | Altre coppe | Altre coppe | Totale | Totale | Totale |
| Stagione        | Squadra                      | Comp            | Pres       | Reti       | Comp            | Pres            | Reti            | Comp               | Pres               | Reti               | Comp        | Pres        | Reti        | Pres   | Reti   |        |
| --------------- | ---------------------------- | --------------- | ---------- | ---------- | --------------- | --------------- | --------------- | ------------------ | ------------------ | ------------------ | ----------- | ----------- | ----------- | ------ | ------ | ------ |
| 2019            | Northern Virginia United     | NPSL            | 3          | 0          |                 | -               | -               |                    | -                  | -                  |             | -           | -           | 3      | 0      |        |
| 2021            | Real Monarchs                | USL             | 19         | 0          |                 | -               | -               |                    | -                  | -                  |             | -           | -           | 19     | 0      |        |
| 2022            | Real Monarchs                | MNP             | 3          | 0          |                 | -               | -               |                    | -                  | -                  |             | -           | -           | 3      | 0      |        |
| 2022            | Colorado Springs Switchbacks | USL             | 4          | 0          |                 | -               | -               |                    | -                  | -                  |             | -           | -           | 4      | 0      |        |
| 2023            | FC Cincinnati 2              | MNP             | 17         | 1          |                 | -               | -               |                    | -                  | -                  |             | -           | -           | 17     | 1      |        |
| 2024            | FC Cincinnati 2              | MNP             | 1          | 0          |                 | -               | -               |                    | -                  | -                  |             | -           | -           | 1      | 0      |        |
| 2023            | FC Cincinnati                | MLS             | 10         | 0          | USCup           | 1               | 0               |                    | -                  | -                  | LC          | 2           | 0           | 13     | 0      |        |
| 2024            | FC Cincinnati                | MLS             | 15         | 0          | USCup           | 0               | 0               | CCC                | 3                  | 0                  | LC          | 0           | 0           | 18     | 0      |        |
| Totale carriera | Totale carriera              | Totale carriera | 72         | 1          |                 | 1               | 0               |                    | 3                  | 0                  |             | 2           | 0           | 78     | 1      |        |